# Дамаз о Боа
Дамаз о Боа (фр. Damas-aux-Bois) насеље је и општина у североисточној Француској у региону Лорена, у департману Вогези која припада префектури Епинал.
По подацима из 2011. године у општини је живело 264 становника, а густина насељености је износила 8,96 становника/km². Општина се простире на површини од 29,46 km². Налази се на средњој надморској висини од 305 метара (максималној 366 m, а минималној 279 m).

## Демографија
| 1962. | 1968. | 1975. | 1982. | 1990. | 2011. |
| ----- | ----- | ----- | ----- | ----- | ----- |
| 387   | 364   | 306   | 263   | 257   | 264   |

График промене броја становника у току последњих година